# Cerodontha robusta
Cerodontha robusta är en tvåvingeart som beskrevs av Malloch 1925. Cerodontha robusta ingår i släktet Cerodontha och familjen minerarflugor. Inga underarter finns listade i Catalogue of Life.